# Хосе Марія Медіна
Хосе Марія Медіна (ісп. José María Medina, 19 березня 1826 — 23 січня 1878) — гондураський військовий та політичний діяч, тричі президент країни. Став першим президентом Гондурасу після розпаду конфедерації Гондурасу, Сальвадору, Гватемали та Нікарагуа.

## Життєпис
Народився 1826 року в містечку Сенсенті. 1844 року вступив до лав збройних сил, брав участь у воєнних діях проти Вільяма Вокера.
1862 року Гондурас входив до складу Конфедерації центральноамериканських країн, де тривала повномасштабна громадянська війна. 10 червня того ж року президент Гватемали Хосе Рафаель Каррера Турсіос віддав наказ своєму воєначальнику та майбутньому президенту Гватемали, Серні Вісенте Сандовалю, захопити частину території Гондурасу з містом Комаягуа. Медіна був командантом невеликого укріплення Омоа на півночі Гондурасу, поблизу кордону з Гватемалою. Він здав фортецю гватемальським військам і перейшов до Гватемали, за що Каррера надав йому звання підполковника.
1863 року Флоренсіо Хатруч Вільягра організував повстання на території Гондурасу проти президента Хосе Франсіско Монтеса. Під час повстання гватемальські війська Каррери вторглись на територію Гондурасу та 20 червня в Санта-Роса де Копан проголосили Медіну президентом. Війська Медіни підійшли до Комаягуа, тогочасної столиці Гондурасу, і Монтес був змушений здатись. 31 грудня 1864 року Медіну замінив Франсіско Інестроса, оскільки Медіна збирався брати участь у президентських виборах. На початку 1864 року Медіна виграв вибори, після чого призначив Хатруча на пост віцепрезидента. Однак уже того ж року в нього виникли суперечки з Хатручем, внаслідок чого Медіна усунув його з посади, й Хатруч втік до Сальвадору.
7 грудня 1864 в департаменті Оланчо спалахнуло повстання, яке очолили полковники Барахона, Савала й Антунес. Повстання швидко розрослось і 1865 року повстанці вирушили в напрямку Тегусігальпи. Весь цей час Медіна перебував у департаменті Йоро та відмовлявся залишити його, поки його не запевнили, що небезпеки немає. 25 грудня 1864 року він видав наказ, в якому закликав убивати полонених повстанців. До того часу в конституції Гондурасу вже скасували смертну кару, й цивільні особи не могли бути засуджені військовим судом. Таким чином, буквальне виконання наказу могло призвести до знищення всього цивільного населення Оланчо. В результаті близько 200 осіб розстріляли й 500 — повісили.
1865 року утверджена нова конституція, що відображала розпад Конфедерації. Таким чином, Хосе Марія Медіна став першим президентом Республіки Гондурас.
У квітні 1871 року Медина оголосив війну Сальвадору. Президент Сальвадору Франсіско Дуеньяс Діас був усунутий від влади маршалом Сантьяго Гонсалесом Портільйо, який 15 квітня проголосив себе новим президентом країни. Гонсалес об'єднав сили з Хатручем Вільягрою з метою усунення Медіни від влади. Армія з 300 гондураських та 700 сальвадорських солдат вторглась до меж Гондурасу. Медіна доручив своєму віцепрезиденту Іносенте Родрігесу врядування, а сам особисто зайнявся захистом своєї президентської посади. Нападники зазнали поразки, а Хатруч втік до Нікарагуа.
1872 року при владі у Гватемалі й Сальвадорі перебували ліберальні та антиклерикальні уряди. В березні об'єднані гватемальсько-сальвадорські війська напали на Гондурас і замінили Хосе Марія Медіну на посту президента на Селео Аріаса. Медіну заарештували в Омоа, привезли до Комаягуа, де тримали до 13 січня 1874 року, коли Понсіано Лейва захопив владу в країні.
У січні 1876 року Медіна підбурив повстання проти Лейви. Був схоплений та розстріляний 23 січня 1878 року.